# Barbara Kent

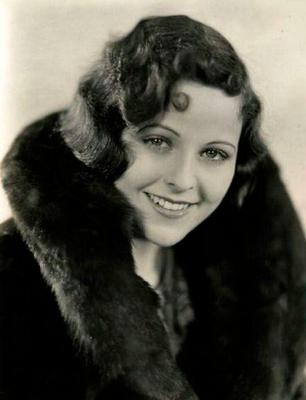
Barbara Kent

Barbara Kent (* 16. Dezember 1907 in Gadsby, Alberta, Kanada; † 13. Oktober 2011 in Palm Desert, Kalifornien, Vereinigte Staaten; eigentlich Barbara Cloutman) war eine kanadische Schauspielerin. Sie war die letzte noch lebende Person, die als Erwachsene eine Hauptrolle in einem Stummfilm gespielt hat.

## Leben
Barbara Kent wurde als Barbara Cloutman geboren. 1925 wurde sie Miss Hollywood Pageant und begann im selben Jahr ihre Karriere in Hollywood bei den Universal Studios. Die nur etwa 1,50 Meter große, brünette Schauspielerin wurde schnell in komischen Rollen beliebt, spielte aber auch einen unglücklich verliebten Teenager in Clarence Browns Filmdrama Es war (1926) an der Seite von Greta Garbo.
Aufmerksamkeit erregte ihr Film No Man’s Law aus dem Jahr 1927, in dem sie scheinbar nackt schwimmend zu sehen war – tatsächlich trug sie einen hautfarbenen Badeanzug. Aufgrund ihrer Beliebtheit wurde sie von der Western Association of Motion Picture Advertisers als eine der „WAMPAS Baby Stars“ des Jahres 1927 ausgewählt. Ein Höhepunkt ihrer Karriere war das Filmdrama Zwei junge Herzen von Paul Fejos, welches heute als einer der letzten großen amerikanischen Stummfilme gilt. Ihr erster Tonfilm war die Komödie Welcome Danger (1929) an der Seite von Harold Lloyd. Im folgenden Jahr spielte sie nochmals die Leading Lady von Lloyd in Der Traumtänzer (1930). Für ihre Rolle der Rose Maylie in der ersten Tonfilmversion von Oliver Twist aus dem Jahr 1933 erhielt sie viel Kritikerlob.
1932 heiratete sie den Agenten und Produzenten Harry E. Edington und unterbrach ihre Karriere. Der Wiedereinstieg gelang ihr jedoch nicht mehr und sie spielte ihre letzte Filmrolle bereits 1935. Nach dem Tod ihres Mannes im Jahr 1949 zog sie sich aus der Öffentlichkeit zurück und verweigerte seither jeden Wunsch nach einem Interview. Barbara Kent starb im Alter von 103 Jahren am 13. Oktober 2011 in Palm Desert, Kalifornien.

## Filmografie
- 1926: Prowlers of the Night
- 1926: Es war (Flesh and the Devil)
- 1927: No Man’s Law
- 1927: Der einsame Adler (The Lone Eagle)
- 1927: Frauenheld wider Willen (The Drop Kick)
- 1927: The Small Bachelor
- 1928: Mein Pappi (That’s My Daddy)
- 1928: Stop That Man
- 1928: Modern Mothers
- 1928: Zwei junge Herzen (Lonesome)
- 1928: His Destiny
- 1929: Zwischen den Seilen (The Shakedown)
- 1929: Harold, der Drachentöter (Welcome Danger)
- 1930: Vampyre der Großstadt (Night Ride)
- 1930: Dumbbells in Ermine
- 1930: What Men Want
- 1930: Der Traumtänzer (Feet First)
- 1931: Indiscreet
- 1931: Grief Street
- 1931: Chinatown After Dark
- 1931: Tom Keene, der König der Steppe (Freighters of Destiny)
- 1931: Emma, die Perle (Emma)
- 1932: Exposed
- 1932: Vanity Fair
- 1932: Beauty Parlor
- 1932: No Living Witness
- 1932: Pride of the Legion
- 1932: Self-Defense
- 1933: Reckless Decision
- 1933: Oliver Twist
- 1933: Her Forgotten Past
- 1933: Marriage on Approval
- 1935: Swellhead
- 1935: Old Man Rhythm
- 1935: Guard That Girl